# خورشیدگرفتگی ۵ ژانویه ۲۰۵۷
خورشیدگرفتگی ۵ ژانویه ۲۰۵۷ (به انگلیسی: Solar eclipse of January 5, 2057) یک خورشیدگرفتگی از نوع خورشیدگرفتگی کامل است. این خورشیدگرفتگی در تاریخ ۵ ژانویه ۲۰۵۷ میلادی (‎۱۶ دی ۱۴۳۵ خورشیدی) روی خواهد داد که زمان اوج آن، ساعت ۹:۴۷:۵۲ به‌وقت ساعت هماهنگ جهانی است. مدت زمان و طول این خورشیدگرفتگی ۲ دقیقه و ۲۹ ثانیه خواهد بود.